# Wii Play
Wii Play é um jogo eletrônico realizado para o console Wii. É um jogo "irmão" de Wii Sports e de Wii Music. No jogo existem mini-games que utilizam os personagens do Mii Channel.
O jogo original é vendido com um Wii Remote.

## O jogo
Wii Play consiste em nove mini-jogos. Todos os jogos com a versão de um jogador e de dois jogadores. Quando o jogador começa, apenas um jogo é disponível para jogar. A cada jogo terminado, um novo é liberado, até o jogador desbloquear todos os nove jogos disponíveis. No modo de um jogador, os pontos vão sendo conquistados e depois surge uma lista com os cinco melhores placares, com um placar recorde. No final, o jogador pode conquistar uma medalha de Ouro, Prata ou Bronze, de acordo com a sua pontuação.
- Tênis de mesa: esse jogo é basicamente um jogo de estilo Ping-Pong. A raquete se move de acordo com o Wii Remote. O jogador pode utilizar o Mii como personagem.
- Laser Hockey: jogado como um hockey de ar, os jogadores utilizam nesse jogo o Wii Remote para defender seu campo, e para atacar o adversário.
- Pescaria: o jogador utiliza o Wii Remote como uma vara de pesca. Um visor na tela avisa qual tipo de peixe dá ao jogador mais pontos, e o jogador tem 30 segundos para tentar pegar o peixe que deseja.
- Encontre o Mii: aparecem na tela dezenas de Mii, realizando as mais variadas tarefas (pulando, andando, correndo, entre outros). O jogador utiliza o Wii Remote para acertar no Mii que estiver realizando a tarefa designada pelo jogo antes da partida.
- Pose Mii: o jogador tem que utilizar o Wii Remote para colocar o seu Mii dentro de uma bolha, nessa bolha o jogador pode rodar o Mii, e encaixá-lo na posição de ângulo que melhor achar. Se o Mii não tiver corretamente colocado dentro da bolha ele cai no chão, e o jogo termina.
- Shooting: os jogadores têm que atirar em balões, tarjetas, patos e em naves alienígenas. Quanto mais tiros forem acertos mais pontos os jogadores adquirem.
- Sinuca: os jogadores utilizam nove bolas de sinuca, assim como no jogo tradicional. Utilizando o Wii Remote o jogador deve acertar o maior número possível, também como o original.
- Charge!: o jogador anda em uma vaca utilizando o Wii Remote, e deve percorrer o maior percurso possível se livrando dos obstáculos que aparecem no caminho.
- Tanks: neste mini-game, o jogador controla o tanque com o analógico e mira com o Wii Remote, e pode atacar com minas e o canhão. Pode ser jogado no modo cooperativo. O jogo consiste em 20 missões com dificuldade progressiva.

## Desenvolvimento
Uma versão beta do jogo foi vista pela primeira vez na E3 de 2006. No entanto, os jogos não foram colocados juntos ao jogo, pois ainda eram demostrações dos mesmos e precisavam de mais melhoramentos. Um exemplo foi o jogo de tiro, no qual os jogadores atiravam em diversos objetos, no entanto, como era uma demostração, os jogadores pensaram que era um verdadeiro Duck Hunt.
O jogo foi revelado junto em um evento da Nintendo em Nova Iorque, no dia 14 de setembro de 2006. No jogo, são usado os Miis.